# Grant Nel
Grant Nel (* 7. April 1988 in Johannesburg, Südafrika) ist ein australischer Wasserspringer. Er startet für den Verein Melbourne Elite Diving Academy in den Disziplinen Kunstspringen vom 1-m- und 3-m-Brett sowie im 3-m-Synchronspringen.
Er nahm bislang an zwei Schwimmweltmeisterschaften teil. 2007 in Melbourne wurde er 22. vom 1-m-Brett und zusammen mit Scott Robertson Siebter im 3-m-Synchronspringen. 2009 in Rom kam er mit Matthew Mitcham im 3-m-Synchronspringen auf Rang 14. Im Einzel vom 1-m- und 3-m-Brett schied er jeweils im Vorkampf aus.
Erfolgreich war Nel bei den Commonwealth Games 2010 in Delhi. Im 3-m-Synchronspringen wurde er mit Robertson Fünfter und vom 3-m-Brett gewann er die Bronzemedaille.
Nel lebt in College Station, USA und studiert dort an der Texas A&M University. Er startet für das Sportteam der Universität, den Aggies, und konnte in der Big 12 Conference Erfolge feiern.